# NGC 2763
NGC 2763 is een balkspiraalstelsel in het sterrenbeeld Waterslang. Het hemelobject werd op 8 februari 1785 ontdekt door de Duits-Britse astronoom William Herschel.

## Synoniemen
- MCG -2-23-10
- IRAS09044-1517
- PGC 25570